# Megami Tensei
Megami Tensei (en japonès:女神転生, sovint abreujat com Megaten) és una saga japonesa de videojocs de rol, una de les principals del gènere en el seu país d'origen juntament amb Dragon Quest i Final Fantasy i desenvolupats per Atlus. Els jocs de Megaten solen estar ambientats en un Japó actual, emplenats per éssers demoníacs i fets paranormals. La característica més notable d'aquesta saga és la presentació de dilemes i decisions de caràcter moral que determinen l'alineament dels personatges i, per tant, el desenvolupament i el final de la trama, molt a l'estil dels jocs de rol occidentals.

## Orígens
Digital Devil Monogatari: Megami Tensei va començar la seua existència com una novel·la escrita per Institutriu Nishitani. D'aquesta novel·la eixí el primer joc de la saga, que en realitat són dos jocs totalment diferents, encara que ambdós desenvolupats per Wolfteam. El de MSX (publicat per Telenet Japan) és un Action RPG amb vista zenital, i el de NES/Famicom (publicat per Namco) un RPG per torns en primera persona. És aquesta última versió la qual més tard va ser continuada i convertida en la saga que és avui dia.
S'ha de fer notar que la versió de NES, al contrari que la majoria dels jocs de rol japonesos de l'època (que se solien inspirar directament en Dragon Quest), té una gran influència dels jocs de rol occidentals en primera persona de principis dels 80. Particularment notable és la semblança amb Wizardry, que uns anys abans havia estat publicat al Japó amb gran èxit. Açò no només va condicionar l'estil del primer joc, sinó que també va marcar l'evolució de la saga cap a un camí molt diferent del que van seguir els seus "compatriotes".
Els detalls del que va vindre després no estan molt clars. Namco va publicar una segona part del seu joc (que ja no estava basada directament en la novel·la), i la teoria més estesa és que després li van vendre els drets a Atlus, que des de llavors ha seguit utilitzant el nom i desenvolupant jocs basats en aquesta franquícia.